# Ponte de Vila Formosa
A Ponte da Vila Formosa, no Alentejo, localiza-se sobre a ribeira de Seda, na freguesia de Seda, município de Alter do Chão, distrito de Portalegre, em Portugal.
A Ponte da Vila Formosa está classificada como Monumento Nacional desde 1910.

## História
Trata-se de uma antiga ponte romana que integrava a importante estrada romana que ligava Lisboa a Mérida (capital da Lusitânia) passando por Ponte de Sor e Alter do Chão.
Considerada uma das mais bem conservadas de seu período no país. Fazendo parte da EN 369, foi utilizada pelo tráfego automóvel até à inauguração em 2009 dum moderno viaduto a montante, podendo ser acedida através do antigo traçado. 
Encontra-se classificada como Monumento Nacional pelo Decreto de 16 de junho de 1910, publicado no D.G. nº 136, de 23 de junho de 1910.

## Características
Tem um comprimento de cerca de 100 metros. O tabuleiro é apoiado em pilares de pedra que sustentam 6 grandes arcos de volta perfeita. É provida de olhais, comummente utilizados em pontes romanas de maiores dimensões para prevenir que a estrutura ruísse em caso de cheias. Apresenta ainda outras características de pontes romanas como silhares almofadados e tabuleiro plano com pavimento com grandes lages.